# Teatro Ambassador (Nova Iorque)

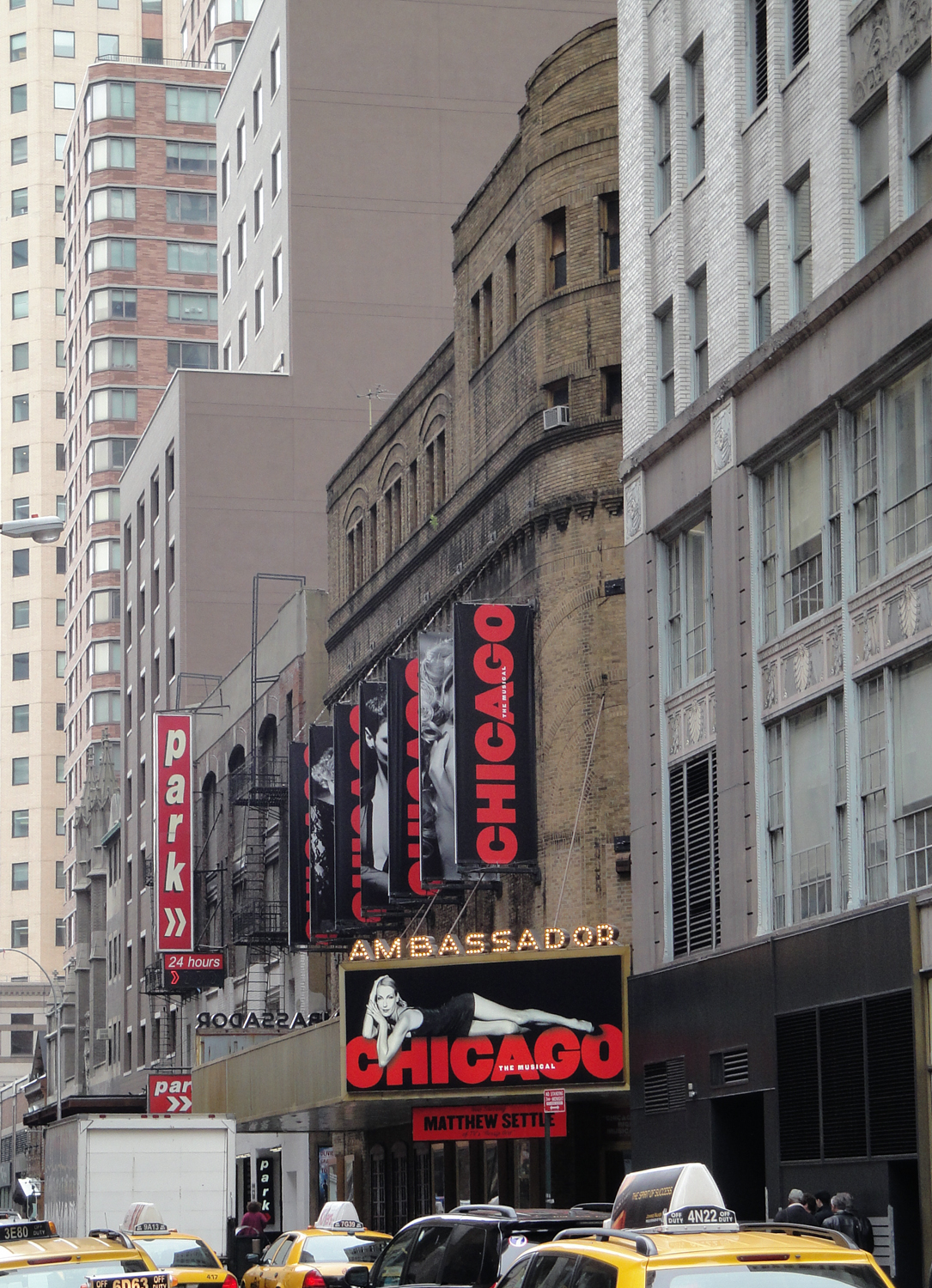

O Ambassador Theatre é um dos teatros presentes na Broadway, em Nova Iorque, Estados Unidos.

## Produções notáveis
- 1931: Death Takes a Holiday
- 1955: The Diary of Anne Frank
- 1963: Stop the World - I Want to Get Off
- 1966: The Lion in Winter
- 1969: Celebration
- 1971: Ain't Supposed to Die a Natural Death
- 1977: Godspell
- 1978: Same Time, Next Year; Eubie!
- 1983: A View From the Bridge
- 1985: Leader of the Pack
- 1987: Dreamgirls (revival)
- 1996: Bring in 'Da Noise, Bring in 'Da Funk
- 1999: You're A Good Man, Charlie Brown
- 2000: The Ride Down Mt. Morgan
- 2001: A Class Act
- 2002: Topdog/Underdog
- 2003: Chicago: The Musical